# Chersophilus duponti
Sirli de Dupont, Sirli ricoti
Genre
Espèce
Synonymes
- Alaemon duponti Vieillot, 1824 (protonyme)

Statut de conservation UICN

 VU  : Vulnérable
Le Sirli de Dupont (Chersophilus duponti) ou Sirli ricoti, est une espèce d'oiseaux de la famille des Alaudidae, la seule du genre Chersophilus.

## Description

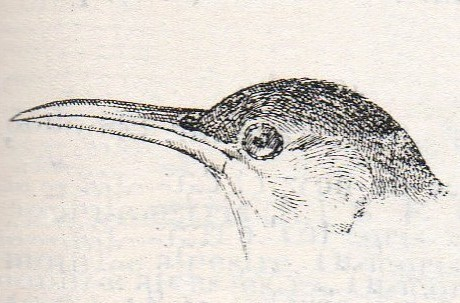
Dessin de la tête.

Comme la plupart des autres alouettes, elle est sur le terrain une espèce peu distinguable. Elle mesure de 16,5 à 18 cm de long, mince, avec un long cou et de longues pattes, avec un bec légèrement incurvé vers le bas. Elle possède une couronne dessinée par une bande mince et pâle, et sa poitrine est striée de traits sombres.

## Alimentation
Elle se nourrit de graines et d'insectes.

## Comportement
C'est une espèce très timide, qui se met à l'abri si elle est dérangée. Son chant est un sifflement nasal, produit surtout à l'aube et au crépuscule ou la nuit.

## Nidification

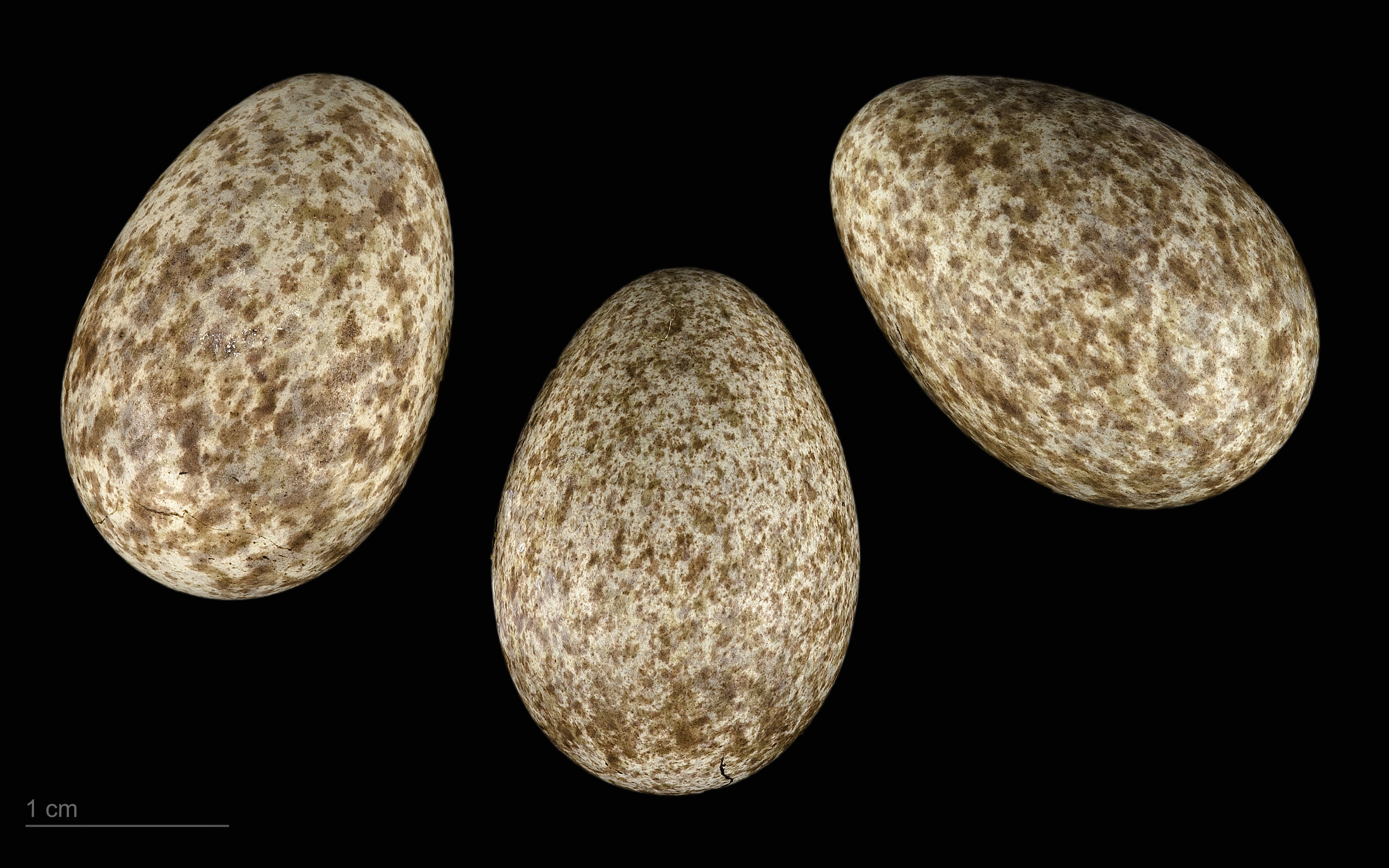
Chersophilus duponti duponti - (MHNT)

Le nid est fait à même le sol et trois ou quatre œufs y sont pondus, blancs brunâtre, rougeâtre ou verdâtre, et tachetés de gris brun ou de jaune brun et mesurant 23-24 cm × 17-18 cm.

## Répartition et habitat

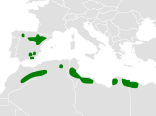
Distribution de l'espèce.

Elle se reproduit dans une grande partie de l'Afrique du Nord, de l'Algérie à l'Égypte, ainsi que dans le nord-est et le sud-est de l'Espagne (13 à 15 000 couples avec un grand déclin entre 1970 et 1990 puis une diminution moindre entre 1990 et 2000) et plus accidentellement en France. Il s'agit d'un résident non-migrateur.
Cet oiseau occupe les plaines ouvertes, les steppes arbustives et les hautes steppes d'armoises et de Stipa avec des sols durs ou caillouteux. Il évite les zones sablonneuses. On le trouve entre 50 et 1 550 m d'altitude.

## Taxinomie
Cette espèce a longtemps était considérée comme une proche parente des sirlis de genre Alaemon, mais des études phylogéniques ont montré que ce n'était pas le cas. Quand elle était considérée comme proche des sirlis, son nom normalisé CINFO était Sirli ricoti ou Sirli de Dupont.

### Sous-espèces
D'après la classification de référence (version 5.2, 2015) du Congrès ornithologique international, cette espèce est constituée des sous-espèces suivantes :
- C. d. duponti (Vieillot, 1824), la sous-espèce type de l'Europe et du Nord-Ouest de l'Afrique a les parties supérieures principalement brun-gris et est pâle au-dessous ;
- C. d. margaritae (A.F. Koenig, 1888), qui occupe le reste de la répartition africaine, a les parties supérieures rousses.